# Sant Llorenç d'Hortons
Sant Llorenç d'Hortons är en kommun i Spanien.   Den ligger i provinsen Província de Barcelona och regionen Katalonien, i den östra delen av landet, 500 km öster om huvudstaden Madrid. Antalet invånare är 2 528. Arean är 19,7 kvadratkilometer. Sant Llorenç d'Hortons gränsar till Masquefa, Sant Esteve Sesrovires, Gelida, Sant Sadurní d'Anoia och Piera. 
Terrängen i Sant Llorenç d'Hortons är lite kuperad.